# Avenida Andrássy
La avenida Andrássy (en húngaro: Andrássy út) es un bulevar emblemático de Budapest, Hungría, que se remonta al año 1872. Une la Erzsébet tér («Plaza Isabel») con el Városliget (el «Parque de la Ciudad»). Flanqueada por casas y palacios neorrenacentistas eclécticos que presentan bellas fachadas, escaleras e interiores, fue reconocida como un lugar Patrimonio de la Humanidad en 2002 —junto con la línea 1 de metro, Hősök tere y Városliget—. La avenida también alberga muchas boutiques de moda, entre ellas de Louis Vuitton, Ermenegildo Zegna, Vertú, Burberry, Gucci y Roberto Cavalli.

## Historia

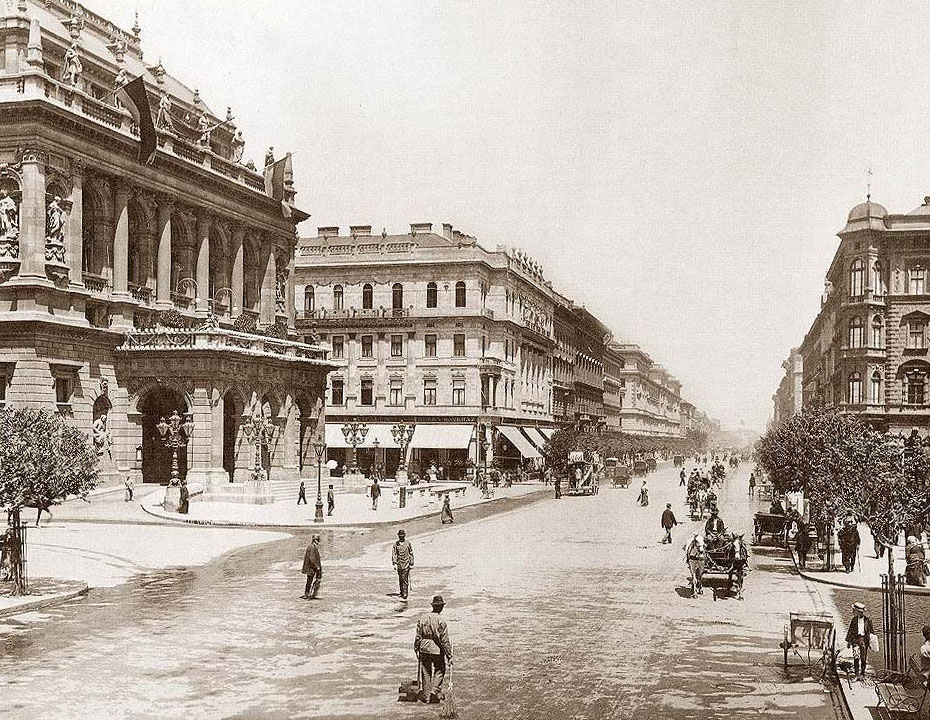
Avenida Andrássy con la Ópera Nacional de Hungría (lado izquierdo), 1896.

Se decretó su construcción en 1870, para descargar la paralela Király utca del tráfico intenso y para conectar las partes de la ciudad interior (véase Belváros) con Városliget a través de Terézváros. Su construcción comenzó en 1872 y la avenida se inauguró el 20 de agosto (una fiesta nacional), de 1877. Su realización fue una mezcla de los planos propuestos por tres competidores destacados: Lajos Lechner, Frigyes Feszl y Klein & Fraser. Sus palacios se construyeron por los arquitectos más distinguidos (dirigidos por Miklós Ybl) de la época, financiados por bancos húngaros y otros. Estaban en su mayor parte acabados en 1884 y se trasladaron a vivir allí principalmente aristócratas, banqueros, propietarios de tierra y familias históricas. Recibió su nombre en 1885 por el principal apoyo del plan, el primer ministro Gyula Andrássy.
La construcción del primer metro de la Europa Continental se propuso en 1870, puesto que la capital se había opuesto siempre a transporte de superficie en esta carretera. La construcción comenzó en 1894 y se acabó en 1896, de manera que esta nueva línea de metro podía facilitar el transporte a Városliget, el principal local de las celebraciones del milenio de Hungría.

## Partes principales

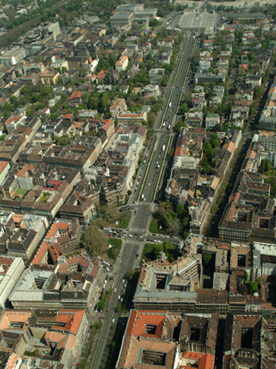
Fotografía aérea

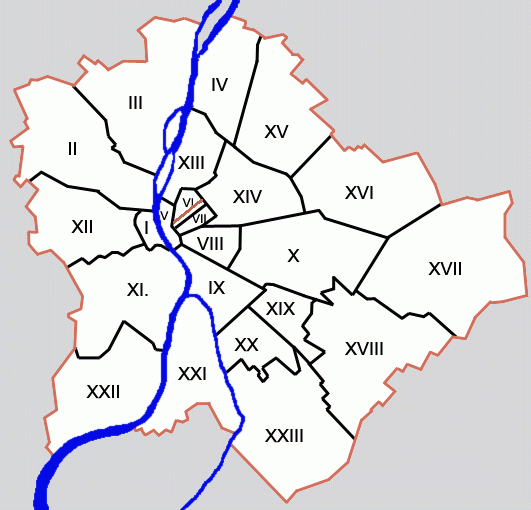
La avenida Andrássy marcada en marrón en el mapa de Budapest

Andrássy út está formada por cuatro partes principales, desde dentro hacia afuera de la siguiente manera:
1. Desde Erzsébet tér a Oktogon: una parte urbanizada en su mayor parte con propósitos comerciales.
2. Desde Oktogon a Kodály körönd: ampliada con una avenida arbolada, incluyendo áreas residenciales y universidades.
3. Desde Kodály körönd a Bajza utca: está aún más ampliado, y los palacios residenciales tienen enfrente pequeños parques.
4. Desde Bajza utca a Városliget: la misma anchura; villas rodeadas por jardines, incluyendo un par de embajadas.

## Lugares destacados
- Museo de Correos
- Ópera Nacional de Hungría
- Casa Drechsler
- El Broadway de Pest: un cruce con cuatro teatros exquisitos en sus cuatro esquinas
- Plaza Franz Liszt: una plaza con la Academia de Música y una multitud de cafés
- Jókai tér
- Oktogon: cruce con el Gran Bulevar
- Casa del Terror (Terror Háza): conmemorando los dos principales regímenes opresores en Hungría, el fascismo y el comunismo, y sus víctimas
- Casa Memorial de Franz Liszt y la antigua Academia de Música
- Casa Memorial de Zoltán Kodály
- Teatro de marionetas
- Antiguo Palacio de Arte
- Colegio de Bellas Artes
- Museo de Arte del Este Asiático Ferenc Hopp
- Plaza de los Héroes (Hősök tere): la entrada de Városliget (Parque Urbano), con el Monumento al Milenio, el Palacio de Arte (Budapest), el Museo de Bellas Artes de Budapest